# Artist (Darsteller)

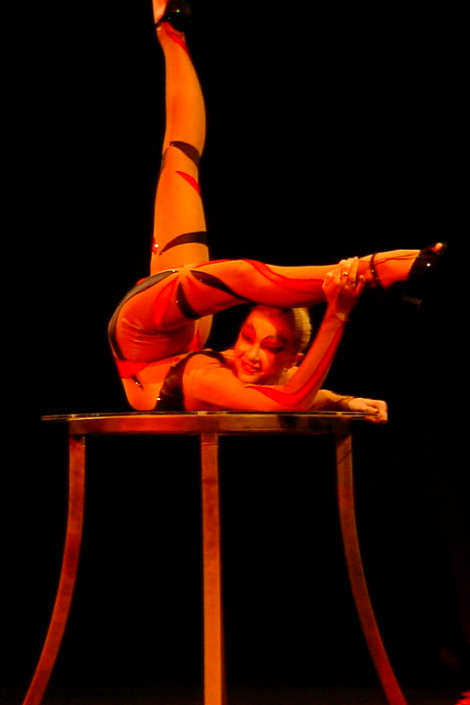
Eine Kontorsionistin

Ein Artist (von mittellateinisch artista und französisch artiste) gehört zu den darstellenden Künstlern. Seit Ende des 18. Jahrhunderts übt er eine jeweils hoch spezialisierte Kunstfertigkeit von körperlicher Geschicklichkeit, die Artistik, als Bühnenkünstler zumeist in Theatern, Varietés, Zirkussen oder als Straßenkünstler aus. Als Berufsverband der darstellenden Künstler fungiert in Deutschland die Internationale Artisten-Loge.

## Kulturelle Bedeutung

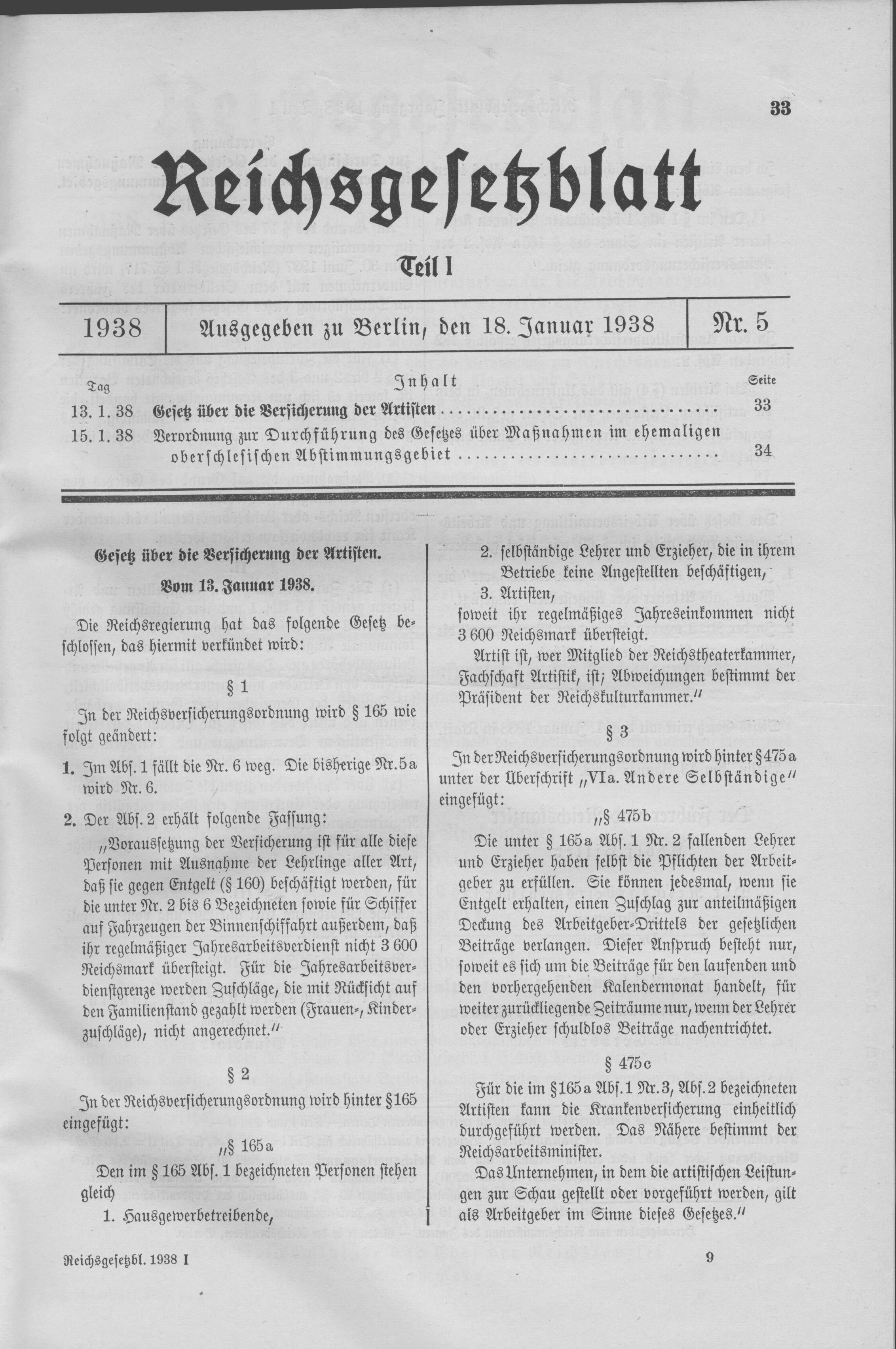
Gesetz über die Versicherung der Artisten (1938, Deutsches Reich)

Artisten sind seit der Antike Bestandteil des kulturellen Lebens. Damals wie auch heute sind Artisten, z. B. Jongleure, Künstler, die ihr Publikum zum Staunen, Lachen und Wundern bringen.
Neben Auftritten, beispielsweise im Zirkus, nimmt die Artistik auch bei einigen Sportarten eine Schlüsselrolle ein, insbesondere beim Kunstturnen. Sie besitzt auch eine Bedeutung bei manchen Tanzformen wie Rock ’n’ Roll und Breakdance. Im Großen und Ganzen wird die kulturelle Bedeutung der Artistik heute eher unterschätzt, obwohl sie auch bei zahlreichen „modernen“ Extremsportarten wie Freeclimbing, Parkour, Skateboarding eine große Rolle spielt.
Neben den typisch kulturellen Anlässen gibt es auch Traditionen mit artistischen Anteilen, wie beispielsweise die des Düsseldorfer Radschlägers.

## Formen der Artistik
Unter den Begriff Artistik fallen mehrere Formen: Antipodisten balancieren und werfen Gegenstände oder Menschen (als Ikarier) mit den Füßen. Die Kontorsionisten (Schlangenmenschen) zeigen ihre Beweglichkeit auf Podesten oder am Trapez. Artisten auf dem Schleuderbrett oder dem russischen Barren beeindrucken mit komplizierten Salti und Schrauben. Die Hochseilartisten und Trapezkünstler präsentieren ihre Kunststücke in der Kuppel des Zirkus. Auf dem Rücken von Pferden zeigen Voltigeure akrobatische Figuren. Eine etwas aus der Mode gekommene Disziplin ist der Kraftakrobat, hier werden besonders anstrengende Figuren betont.
Die Clowns überbrücken einerseits mit kleinen Späßen (Reprisen) die Umbauten zwischen den Nummern, andererseits bieten sie auch längere Szenen (Entrees) dar. Dompteure oder Dresseure und Kunstreiter arbeiten mit Tieren. Die Equilibristen befassen sich mit allen Arten von Balancen. Zur Äquilibristik zählen demnach auch die Darbietungen der Handstand-, Percheartisten und Seiltänzer. Jongleure jonglieren meist mit Zigarren Kisten, Hüten, Ringen, Keulen und Bällen. Diese betätigen sich wie die Feuerspucker oder Feuerschlucker auch häufig als Straßenkünstler. Einer der bedeuteten Jongleure war Enrico Rastelli. Heute eher selten zu sehen sind Kunstschützen und Messerwerfer. Entfesselungskünstler verblüffen ihre Zuschauer ebenso mit einer besonderen Geschicklichkeit wie auch der Papiermanipulator mit seinen Reißtechniken. Des Weiteren sollte man auch den Handschattenspieler und die fast vergessene Kunst der Chapeaugrafie in die Sparte Artist einordnen.
In den letzten Jahren werden irrigerweise manchmal auch Künstler wie Maler oder Musiker als Artisten bezeichnet. Das beruht auf einem Übersetzungsfehler, denn im Englischen ist, im Gegensatz zum Deutschen, der artist ein Künstler ganz allgemein.

## Geschichte der Frauen in der Artistik
In der Arbeits- und Berufswelt des Zirkus waren Frauen und Mädchen von Anfang an integriert. Als Artistinnen, Statistinnen, Ballettmädchen usw. arbeiteten sie gleichberechtigt neben ihren männlichen Kollegen. Ihnen standen alle Positionen in der Zirkushierarchie, von der Zirkusdirektorin bis zur Statistin, offen. Auch in allen Genres zirzensischer Kunst fanden sich Frauen. Frauen arbeiteten als Kunst- und Schulreiterinnen, als Dompteusen, Sensationsartistinnen, Seiltänzerinnen, als Schlangenfrauen und Jongleusen, aber auch, allerdings in diesen Genres weitaus seltener, als Clownessen oder Zauberinnen.
Der Zirkus des 19. und frühen 20. Jahrhunderts war ein Ort großer Widersprüche: So konnten Artistinnen dort zum einen eigenständig arbeiten und teilweise sehr gut verdienen, um die Welt reisen und jenseits der normativen Geschlechterrollen von Ehefrau und Mutter alternative Arbeits-, Lebens- und Liebesmodelle erproben. So verzichteten etliche der „Großen Nummern“ auf Heirat und Mutterschaft und lebten beispielsweise in „wilder Ehe“ oder in lesbischen Liebesbeziehungen. Andererseits war der Zirkus ein Ort strenger Hierarchien und Regeln, denen sich alle Mitarbeiter unterwerfen mussten.

In der Manege demonstrierten Artistinnen ihrem Publikum, dass Frauen zu völlig unerwarteten Leistungen fähig waren: Frauen zähmten wilde Bestien, fingen Kanonenkugeln, warfen Männer durch die Luft oder flogen auf Holzschlitten todesmutig durch die Zirkuskuppel. Auch wenn der Zirkus von jeher ein Ort war, der Platz für Unerhörtes und Außergewöhnliches bot, konnten die Darbietungen der Artistinnen doch zum Überdenken vermeintlicher Selbstverständlichkeiten anhalten. So begründete die radikale Frauenrechtlerin Lily Braun um 1900 ihre Forderung nach einer Öffnung der Berufswelt für Frauen mit der Körperkraft der Artistinnen: 

„Würde der Entwicklung der weiblichen Muskelkraft eben solche Aufmerksamkeit geschenkt wie der der männlichen, so dürften die Frauen dem Durchschnitt der Männer zweifellos gleichkommen, das lehren die weiblichen Akrobaten.“

### Kunst- und Schulreiterinnen im 19. Jahrhundert
Die Kunst- und Schulreiterinnen des europäischen Zirkus des 19. Jahrhunderts waren echte Berühmtheiten, die mit heutigen zu vergleichen sind. Artistinnen wie Caroline Loyo, Ellen Kremzow, Mathilde Monnet, Adah Menken, Kätchen Renz oder Therese Renz begeisterten ihr Publikum, verdienten sehr hohe Gagen, reisten um die ganze Welt und wurden, oft selbst aus einfachsten gesellschaftlichen Verhältnissen stammend, von den Männern des Adels geheiratet. Der amerikanische Kunstreiter Omar Kingsley trat um 1850 sogar jahrelang als Frau, als Miss Ella auf, um vom Ruhm der großen Kunstreiterinnen zu profitieren.

Einen kritischen Blick auf die Arbeits- und Lebensbedingungen der Artistinnen beim Zirkus warf um 1900 die Breslauer Kunstreiterin Jenny von Rahden. 

„Der Beruf einer Kunstreiterin (…) ist nur äußerlich glanzvoll; dieser trügerische Schein verliert bald seinen Glanz, wenn man ihn nur von nahem betrachtet, wenn man einen ernsthaft forschenden Blick hinter die Kulisse wirft…“

 Tatsächlich waren die Arbeits- und Lebensbedingungen im Zirkus des 19. Jahrhunderts hart. Konkurrenz, Missgunst, schlechte Arbeitsverträge, die kurzen Laufzeiten der Engagements der nicht festangestellten Artistinnen, die körperlichen Anstrengungen und die häufigen Ortswechsel waren für Artisten gleichermaßen aufreibend.

### Kraftakrobatinnen um 1900
Eine bekannte frühe Kraftfrau war Elise Serafin Luftmann, die als „erste berufsmäßige Athletin Deutschlands“ gilt und in der ersten Hälfte des 19. Jahrhunderts schwere Gewichte wie Hanteln und Kanonenkugeln stemmte. Im offensichtlichen Widerspruch zu allen von der bürgerlichen Frau verlangten „Tugenden“ standen die Kraftakrobatinnen um 1900. Frauen wie Katharina „Sandwina“ Brumbach (* 1884 in Wien; † 21. Januar 1952) oder die Belgierin Athleta beeindruckten durch unvorstellbare Körperkraft. In Trikots oder Raubtierfelle gehüllt, in Abendgarderobe oder Gladiatorenkostüm, stemmten diese Artistinnen Elefanten, mehrere Männer gleichzeitig oder ließen sich von Automobilen überrollen.

### Raubtierdompteusen
Schon in den ersten Wandermenagerien führten Frauen Tiere vor. In den Wandermenagerien des 19. Jahrhunderts waren es meist Ehefrauen, Töchter und Dienstmädchen der Menageriebesitzer, die in den Raubtierkäfig traten und Tiger, Löwen, Hyänen, Schlangen und andere Tier präsentierten. Denn Frauen im Raubtierkäfig übten von Anfang an eine besondere Anziehungskraft auf das Publikum aus.
Zu den bekanntesten frühen Dompteusen gehören die Französin Nouma-Hawa (1861–1926), die Engländerin Ellen Blight, die mit 17 Jahren von einem Tiger getötet wurde, Miss Senide (hieß eigentlich Henriette Willardt), Claire Heliot, die Österreicherin Tilly Bébé oder Helene Kreiser alias Miss Helio. Etliche der Dompteusen wurden in Vorführwagen oder in der Manege von ihren Tieren getötet. So wurde 1915 die bekannte Dompteuse Mieze Haupt vor den Augen ihres Mannes, des Dompteurs Hermann Haupt, von ihren Löwen getötet.

### Luftakrobatinnen
Luftakrobatinnen genossen ein hohes Ansehen und große Aufmerksamkeit zu Beginn des 20. Jahrhunderts. Zu den berühmtesten Vertreterinnen der Disziplin gehören Lillian Leitzel, Luise Leers und Charmion.

### Sensationsartistinnen
Eine der berühmtesten Sensationsartistinnen war Maurica de Thiers (Frankreich), welche 1904 und 1909 mit ihren Nummern "Autobolide" und "Der menschliche Bilboquet" im amerikanischen Großzirkus Ringling Bros. and Barnum & Bailey Circus Weltruhm erlangte.